# Ualabi rupestre de Herbert
El ualabi rupestre de Herbert (Petrogale herberti) és una de les set espècies de ualabi rupestre que viuen al nord-est de Queensland (Austràlia). És la més meridional i estesa d'aquestes espècies. La seva distribució s'estén des d'aproximadament uns 100 km al nord-oest de Brisbane, cap al nord fins al riu Fitzroy. S'estén terra endins fins a Clermont i Rubyvale. És el més gran dels ualabis rupestres de Queensland.